# ラウレンス・テン・ダム
ラウレンス・テン・ダム（Laurens ten Dam、1980年11月13日 - ）は、オランダ、ザイドウォルデ出身の自転車競技（ロードレース）選手。

## 来歴

### 2002年
- ラボバンクの下部チームに在籍。

### 2004年
- バンクヒロロテライと契約を結んでプロ転向。

### 2005年
- シマノ・メモリーコープに移籍。

### 2006年
- ユニベット.comに移籍。

### 2007年
- ドイツ・ツアー 総合8位
- カタルーニャ一周 総合9位

### 2008年
- ラボバンクに移籍。
- クリテリウム・アンテルナシオナル 区間1勝（第1）
- ツール・ド・フランス初出場、総合22位

### 2009年
- ツール・ド・ロマンディ 山岳賞
- ジロ・デ・イタリア 初出場、総合28位

### 2010年
- ブエルタ・ア・ブルゴス 総合10位

### 2011年
- ツアー・ダウンアンダー 総合5位
- ツアー・オブ・カリフォルニア 総合6位
- ツール・ド・スイス　総合8位

### 2012年
- ブエルタ・ア・エスパーニャ 総合8位

### 2013年
- ツール・ド・フランス 総合13位

### 2015年
- チーム・ジャイアント＝アルペシンに移籍

### 2019年
- CCCチームに移籍